# Cheilolejeunea polystachya
Cheilolejeunea polystachya là một loài Rêu trong họ Lejeuneaceae. Loài này được (Spruce) Gradst. & Ilkiu-Borges mô tả khoa học đầu tiên năm 2009.